# Hans Schlenck
Hans Schlenck (14 de marzo de 1901 – 13 de noviembre de 1944) fue un actor y director alemán.

## Biografía
Nacido en Bischofsheim an der Rhön, Alemania, tras cursar estudios universitarios en Múnich decidió ser actor, debutando como tal en 1921 en Kassel. Desde entonces actuó en giras a la vez que completaba estudios en la Universidad de Gotinga.
Tras un compromiso en el Staatstheater de Kassel como actor, director y dramaturgo, en 1927 fue contratado por el Staatstheater am Gärtnerplatz de Múnich, donde fue actor y director. Entre otros papeles, encarnó al Marqués de Posa en Don Carlos, a Fiesco en La conjuración de Fiesco, y a Tellheim en Minna von Barnhelm, además de interpretar a diversos personajes de amantes y bonvivants en piezas de teatro de salón.
En 1933 fue director senior del Staatstheater y del Bayerischen Landesbühne de Múnich. En esa época ganó popularidad como actor de cine al formar pareja con Marianne Hoppe en Heideschulmeister Uwe Karsten. En 1936 fue ascendido a director general del Staatstheater de Oldemburgo, y en 1940 a director general de los Städtischen Bühnen de Breslavia. 
Schlenck era miembro de las SS, y pertenecía al estado mayor del Reichsführer-SS Heinrich Himmler, y en 1942 llegó al cargo de Hauptsturmführer de la SS. Como director general de los Städtischen Bühnen de Breslavia, el 15 de marzo de 1943 hizo una actuación especial como parte de un evento en apoyo a las tropas en servicio en Auschwitz.
Hans Schlenck murió en 1944 mientras servía como teniente en el frente en Dormánd, Hungría, durante la Segunda Guerra Mundial.

## Filmografía
- 1932 : Kreuzer Emden
- 1932 : Ein Mann mit Herz
- 1933 : Heideschulmeister Uwe Karsten
- 1934 : Abschiedswalzer
- 1934 : Die Liebe und die erste Eisenbahn
- 1934 : Um das Menschenrecht
- 1935 : Der Kampf mit dem Drachen
- 1935 : Der Gefangene des Königs
- 1936 : Liebeserwachen
- 1936 : Maria, die Magd
- 1936 : Susanne im Bade
- 1942 : Violanta
- 1947 : Umwege zu dir (rodada en 1944–1945)
- 1951 : Augen der Liebe (rodada en 1942–1943)